# Ever Guzmán
Ever Arsenio Guzmán Zavala (Celaya, 15 marzo 1988) è un ex calciatore messicano, di ruolo attaccante.

## Carriera

### Club
Ha giocato nella prima divisione messicana ed in quella guatemalteca.

### Nazionale
Ha giocato nelle nazionali giovanili messicane Under-17 ed Under-23.

## Palmarès
- Campionato mondiale Under-17: 1

2005